# Закон Бартоломе
Закон Бартоломе — це індоєвропейський звуковий закон, який застосовувався, зокрема, в індоіранській мовній сім'ї. Згідно з цим законом, усі приголосні в кластері, що складається з двох або більше перешкод, стають дзвінкими й придиховими, коли тільки один приголосний у кластері має ці характеристики. Однак, як саме діє цей закон, незрозуміло через збіг придихових і непридихових приголосних в іранській мові.